# Sociedades Reunidas de Fabricações Metálicas
Sociedades Reunidas de Fabricações Metálicas (nota anche con l'acronimo SOREFAME) era una società a responsabilità limitata del Portogallo, del settore elettromeccanico pesante. Fu fondata nel 1943 da Ângelo Fortes per la produzione di componenti idromeccanici ma dal 1950 diventa un importante costruttore di materiale rotabile ferroviario in compartecipazione con imprese internazionali. Dopo la Rivoluzione del 25 aprile 1974 iniziò a decadere. Nel 2001 fu acquisita da Bombardier Transportation.

## Storia
La SOREFAME fu fondata nel 1943 dall'ingegnere portoghese Ângelo Fortes mediante fusione di alcune piccole imprese del settore meccanico che operavano a Porcalhota approfittando del piano di industrializzazione del paese approntato dal "Ministério do Comércio e Indústria". Le prime produzione furono di componenti idromeccanici, molto richiesti in seguito alla costruzione di dighe in Portogallo. La quota maggioritaria di capitale era detenuta dalla azienda francese Neyrpic che forniva anche un buon numero di tecnici e dirigenti.

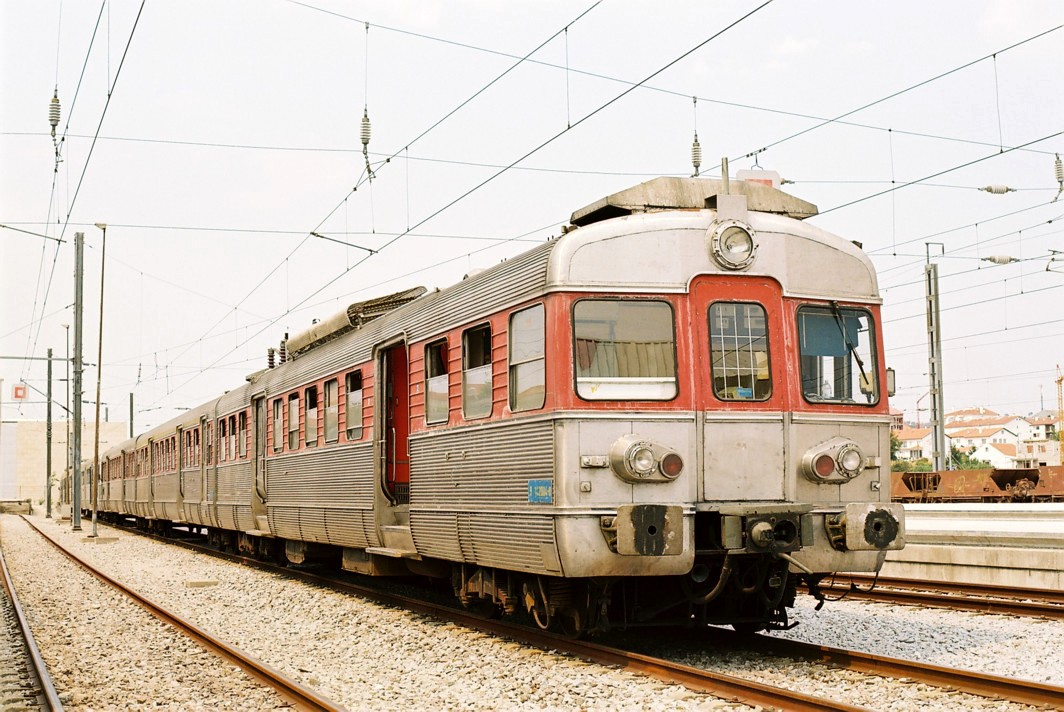
Automotrice serie CP 2004 nella stazione di Guarda, nel 2003

### Inizio della produzione di rotabili ferroviari
All'inizio degli anni cinquanta la Companhia dos Caminhos de Ferro Portugueses iniziò un processo di modernizzazione e di elettrificazione delle linee urbane attorno a Lisbona. Per la fornitura alla ferrovia di Sintra la società fece un accordo con la Budd Company per ottenere la licenza di produzione di rotabili a cassa in acciaio inossidabile cannellato. Venne quindi stabilito un accordo di collaborazione con scambio di personale. Fu costruita quindi una fabbrica per produrre elettromotrici triple per la "Linha de Sintra"; furono le prime produzioni della fabbrica.
Per le forniture alla linea di Sintra fu costituito un consorzio di imprese, denominato Groupement d’Étude et d’Électrification de Chemin de Fer en Monophasé 50 Hz, composto da SOREFAME, AEG, Siemens-Schuckert, Alsthom, Asea Brown Boveri, Jeumont, Schneider-Westinghouse, Oerlikon e Schindler che ottenne il monopolio delle forniture alle Caminhos de Ferro Portugueses costruendo una fabbrica ad Amadora.

### La capacità produttiva si incrementa
Negli anni sessanta la SOREFAME iniziò a produrre in proprio. I rotabili della serie 2000, prodotti nel 1957, furono le prime unità elettriche a circolare in Portogallo.
L'impresa che gestiva il Metropolitano de Lisboa, che usava rotabili di costruzione Linke-Hofmann-Busch, ne ordinò altre unità alla SOREFAME che le produsse su licenza.
Tra 1961 e 1964 la SOREFAME produsse locomotive della serie 1200 e negli anni successivi divenne il maggior fornitore nazionale. Fornì automotrici elettriche delle serie 2050 e 2080 dal 1962 al 1963, 20 locomotive serie 2550 tra 1963 e 1964, prime al mondo a cassa interamente inossidabile, 19 automotrici serie CP 0400 tra 1964 e 1966,, locotrattori serie 1150 tra 1966 e 1967,, vario materiale rimorchiato e parti della serie 1400 tra 1967 e 1969, e le parti meccaniche di 24 elettromotrici triple nel 1968. 

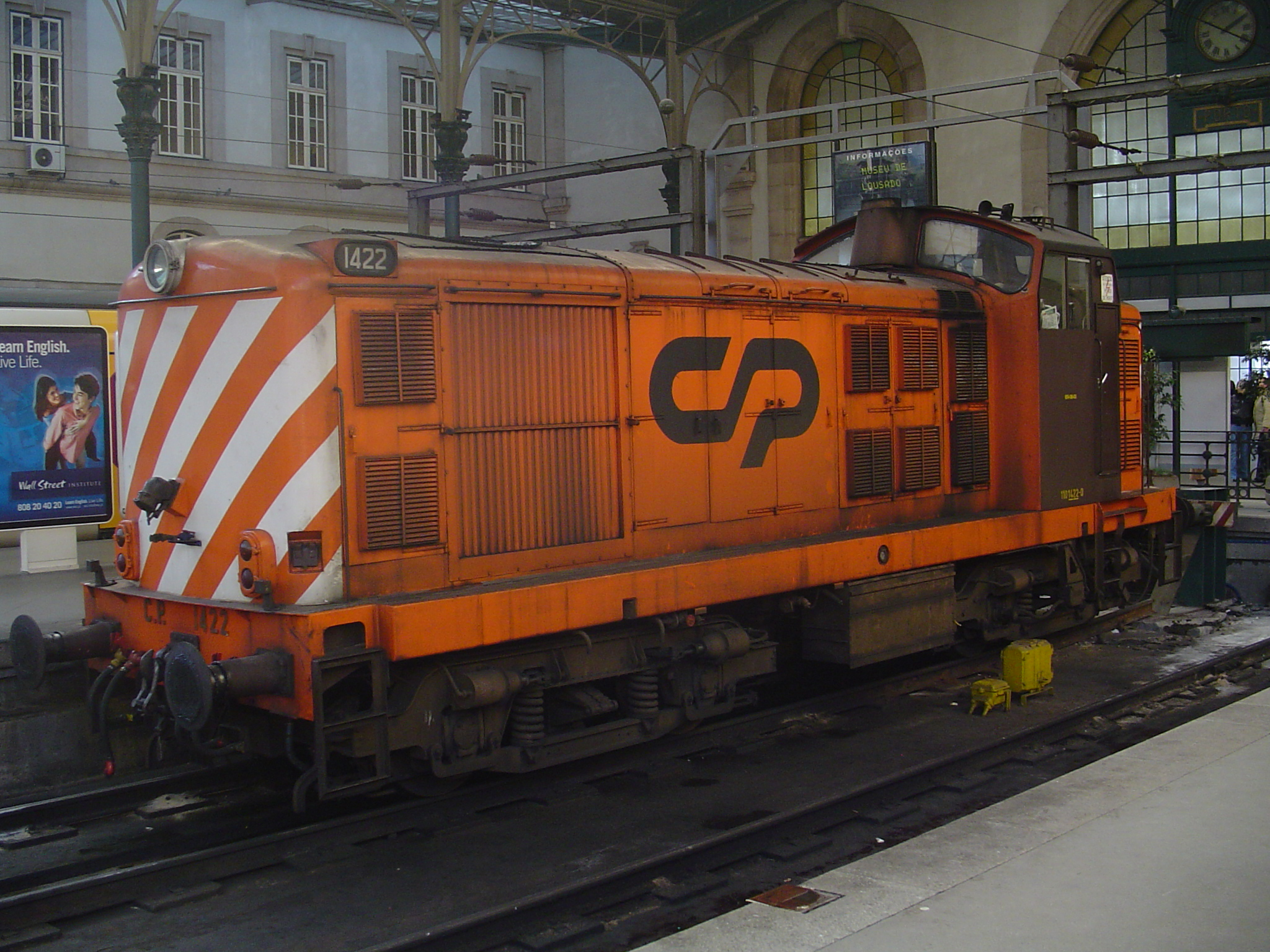
Locomotiva CP serie 1400 a Porto - São Bento

Il 26 novembre 1971 SOREFAME acquisì un ordine della CP per la costruzione di 110 carrozze viaggiatori in acciaio inossidabile di 2ª classe di cui 30 a compartimenti e 80 a salone unico; la fornitura, del valore di 413.820.000 escudos fu la maggiore dell'epoca fatta all'industria nazionale. L'inizio delle consegne previste fu in marzo 1973. La carrozze furono prodotte, su licenza Budd, nello stabilimento di Amadora tra il 1973 e la fine degli anni ottanta.
Nel 1974 ottenne una sub-commessa per la fornitura di 200 casse per i rotabili della Metropolitana di Chicago.
Nello stesso anno SOREFAME costruì per conto di Alsthom le casse di 30 locomotive da 2800 CV per le ferrovie della Rodesia montando anche la componentistica elettromeccanica fornita dalla casa francese.

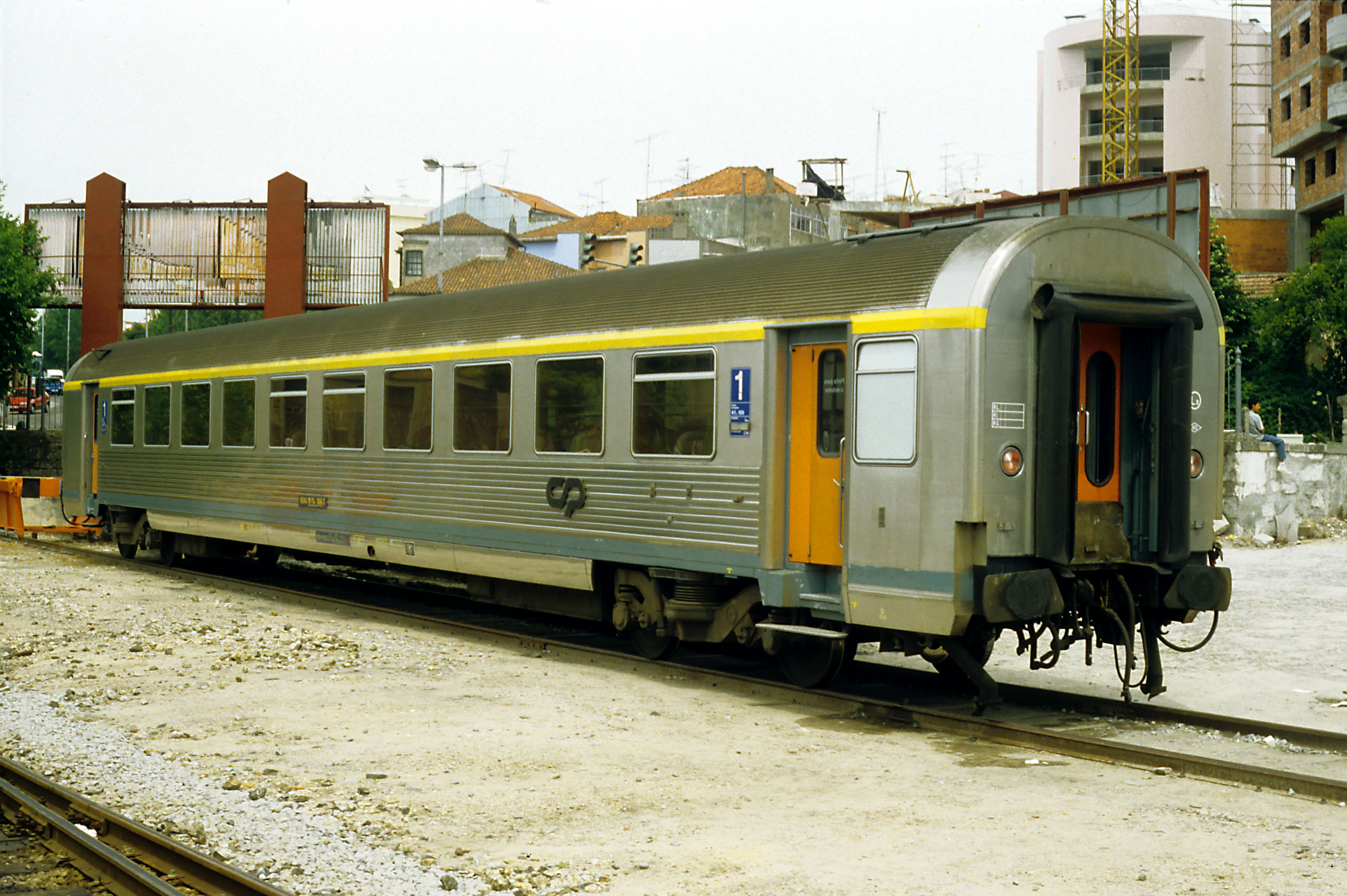
Carrozza tipo Corail nella stazione di Braga

### Inizia il declino
L'instabilità politica della metà degli anni settanta influenzò negativamente l'operatività della fabbrica. Il mutamento delle politiche del lavoro e delle retribuzioni, il differente modo di concepire le relazioni aziendali conseguente al crollo della dittatura e all'instaurazione di un regime parlamentare orientato su visioni ideologiche marxiste produsse forti aumenti del costo del lavoro che fecero perdere competitività all'azienda cui conseguì l'annullamento di molte commesse da parte delle Caminhos de Ferro Portugueses; tra 1976 e 1977 la situazione peggiorò ulteriormente.
All'inizio degli anni ottanta la Budd, in fallimento, venne acquisita da Bombardier Transportation tuttavia la SOREFAME da tempo affrancatasi dalla dipendenza tecnologica nel settore produttivo delle casse in acciaio inox continuò a partecipare alle gare internazionali esportando soprattutto negli USA.
Nello stesso decennio produsse 58 carrozze simili alla versione Corail delle ferrovie francesi in acciaio cannellato che entrarono in servizio nel 1987 nei convogli Alfa delle Caminhos de Ferro Portugueses. Negli stessi anni Asea Brown Boveri acquisì il 50 % di SOREFAME. Nel 1987 questa costruì le 9 unità CP serie 2620 su licenza Alsthom.

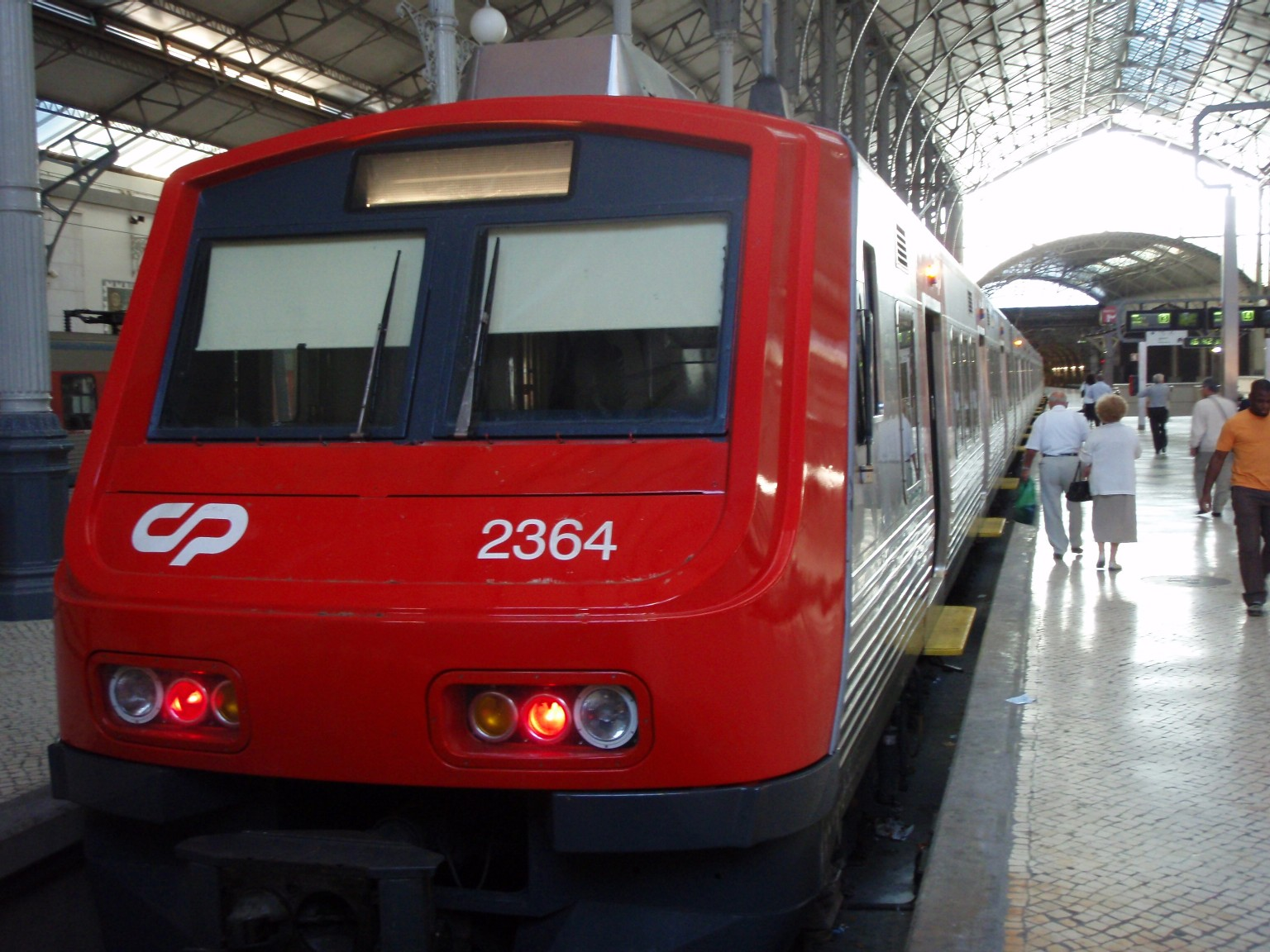
Automotrice CP 2364 a Lisbona Rossio nel 2008.

### L'impresa viene scorporata e acquisita dal Gruppo Senete
Nel 1990 SOREFAME si assicurò una consistente fornitura di 113 convogli, di 3 unità ciascuno a trazione elettrica, per la Metropolitana di Lisbona. Nello stesso anno l'impresa venne divisa nell'ambito di un programma di ristrutturazione dell'industria metalmeccanica portoghese; SOREFAME rimase come produttore di solo materiale rotabile ferroviario mentre la divisione idromeccanica divenne una nuova compagnia denominata Hidrosorefame, ambedue incorporate nel nuovo "Gruppo Senete" (Sistemas de Energia, Transportes e Equipamentos) consociato con IPE, Asea Brown Boveri e Mague.
Nei primi anni novanta entrò a far parte di un consorzio composto da Siemens, Österreichische Bundesbahnen, Krauss-Maffei Wegmann, Asea Brown Boveri, Henschel per la costruzione di varie unità della serie CP 5600. Produsse anche, su licenza Alsthom, carrelli tipo Y32 per l'ammodernamento di alcune serie di carrozze CP rientrate in servizio nel 1993.
Nel 1991 furono ordinate 42 EMU per la ferrovia di Sintra che, dal 1992, furono prodotte negli stabilimenti SOREFAME utilizzando motori ed equipaggiamenti elettrici di produzione Siemens. Nello stesso periodo vennero consegnate le unità della serie CP 9600 prodotte in coproduzione con la spagnola Construcciones y Auxiliar de Ferrocarriles.

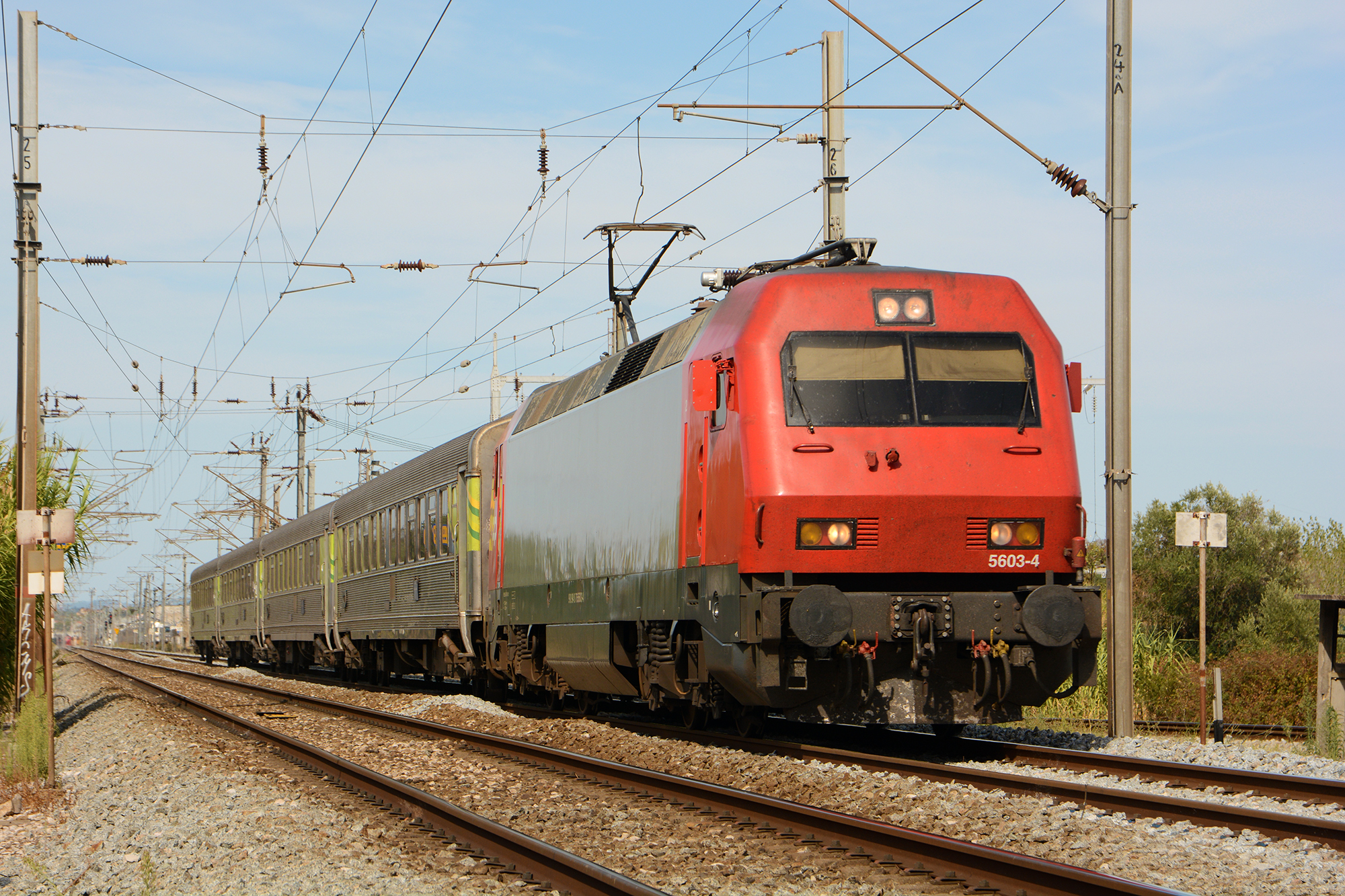
Locomotiva CP 5603 in testa ad un Intercity

### Incorporazioni e fine dell'impresa

#### SOREFAME viene integrata in Asea Brown Boveri
Nel 1994 la fabbrica aveva in linea di produzione le locomotive CP serie 5600 e 88 casse per una fornitura al Dipartimento dei Trasporti della California. Nel corso dell'anno IPE vendette la sua quota di partecipazione nel Gruppo Senete ad Asea Brown Boveri che divenne così l'azionista di maggioranza. SOREFAME venne declassata al solo montaggio di componenti prodotti dall'impresa tedesca in Spagna.

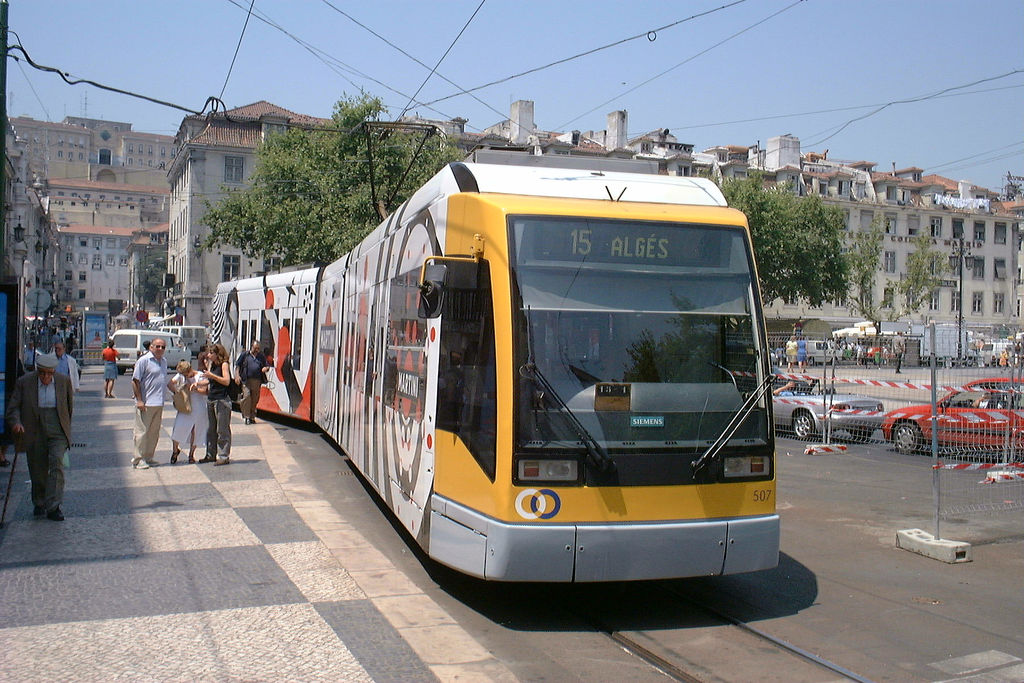
Tram elettrico articolato della Companhia de Carris de Ferro de Lisboa

#### Passaggio ad ADtranz
Nel 1996  Asea Brown Boveri si fuse con Daimler-Benz formando il nuovo gruppo ABB Daimler-Benz Transportation (ADtranz). Il processo modificò profondamento la struttura organizzativa e produttiva; vennero chiuse molte delle linee di produzione con relativa dismissione e riduzione drastica di personale.
Dalle 13600 unità lavorative degli anni 80 si passò, nel luglio 1995, a 1800 unità.

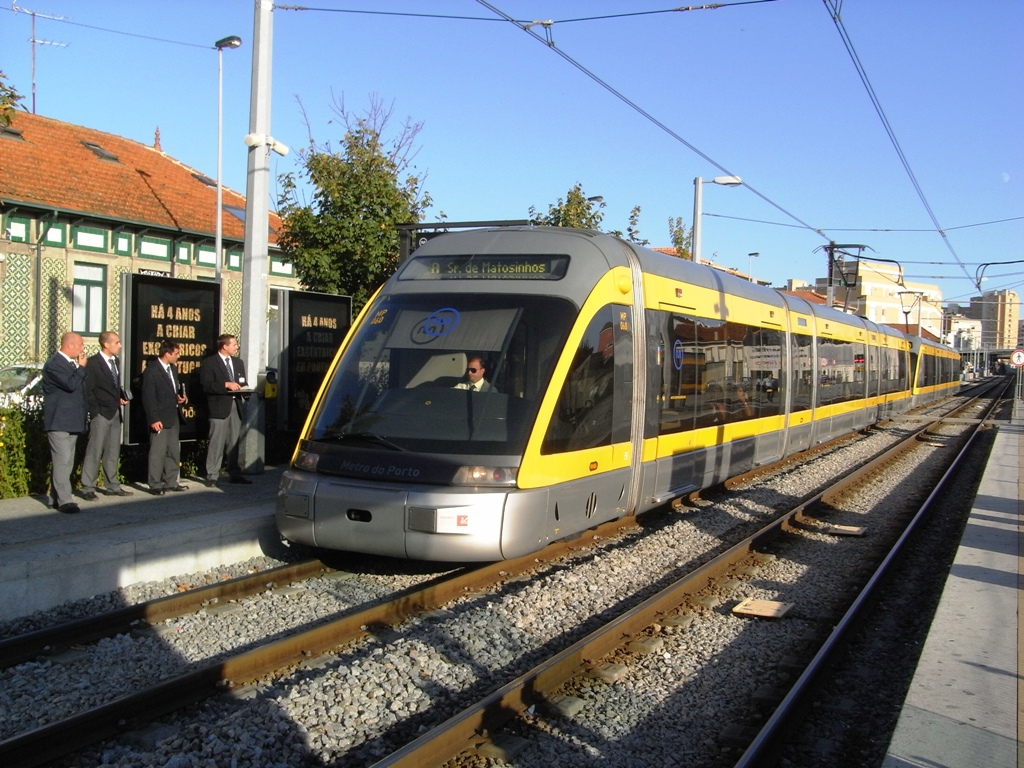
Rotabile articolato Metro do Porto, nel 2008.

#### Da ADTranz a DaimlerChrysler Rail Systems
Nel 1998 ADtranz acquisì una commessa per la fornitura 72 unità di trazione alla Metro do Porto che era parte di un più ampio contratto che prevedeva lavori all'infrastruttura e manutenzione. La fabbrica di Amadora in tale frangente fu adeguata ad ufficio studi progettuale.
Nel 1999 ADtranz cedette le sue quote azionarie di SOREFAME alla DaimlerChrysler che si riorganizzò nella nuova veste di DaimlerChrysler Rail Systems assumendo pertanto il controllo totale della ex SOREFAME (tuttavia, per il mercato ferroviario fu mantenuta ancora la denominazione "ADtranz").

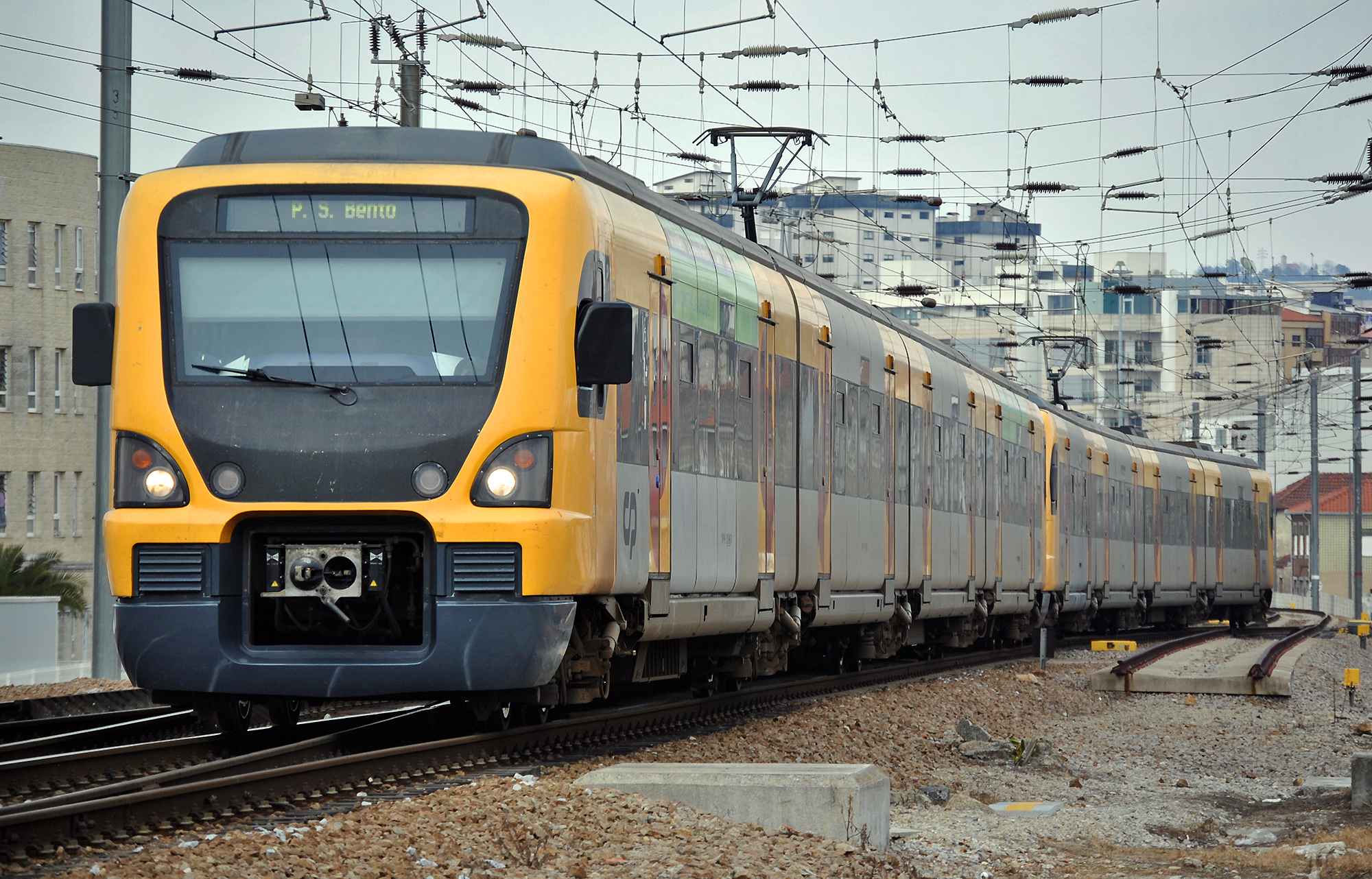
Automotrici doppie CP serie 3400, nel 2011

#### La fine: integrata in Bombardier Transportation Portugal
Nel 2000 la ex-SOREFAME/ADtranz acquisì un contratto di fornitura di 34 elettromotrici serie 3400 per la divisione di Comboios de Portugal della metropolitana di Porto; il contratto prevedeva che la parte elettrica fosse fornita da Siemens.
Nel maggio del 2001 l'intero settore produttivo ex-ADtranz di Amadora fu acquisito da Bombardier Transportation; con questo atto scompariva del tutto il marchio SOREFAME.